# Сапожніков Віктор Борисович
Ві́ктор Бори́сович Сапо́жніков (нар. 8 квітня 1954, м. Сніжне, Донецька область) — український політик. Міський голова Нововолинська (з квітня 1998 до листопада 2020).

## Освіта
Освіта вища, закінчив у 1976 році Брестський інженерно-будівельний інститут за фахом інженерно-будівельник, спеціальність «Промислове і цивільне будівництво». У 2004 році також закінчив Тернопільську академію народного господарства. Кандидат економічних наук.

## Трудова діяльність
Народившись в сім'ї шахтаря, у 1959 році разом з батьками переїхав у м. Нововолинськ. Чотири роки працював майстром, виконробом, старшим виконробом, начальником дільниці в системі тресту «Мозирнафтохімбуд» м. Мозир. У кінці 1976 року призваний на строкову службу в армію. Вдруге проходив військову службу заступником командира роти в будівельних військах на військовому полігоні м. Мирне. У 1982 році повернувся у Нововолинськ, працював головним інженером ремонтно-будівельного управління виробничого об'єднання «Укрзахідвугілля». З 1986 року по 1996 обіймав посади голови планової комісії, заступника голови, першого заступника голови Нововолинського міськвиконкому. З 1996 по 1998 рік виконував обов'язки міського голови. З 1998 року неодноразово обирається Нововолинським міським головою. Останній раз (2010) був висунутий партією Всеукраїнське об'єднання «Батьківщина» як безпартійний. У 2020 році останній раз балотувався на посаду міського голови, проте програв Борису Карпусу. Після поразки у 2020—2021 роках працював викладачем Нововолинського навчально-наукового інституту економіки та менеджменту Західноукраїнського національного університету. У травні 2021 року разом із своїм колишнім заступником Андрієм Сторонським розпорядженням голови Володимир-Волинської районної державної адміністрації Юрія Лобача призначений відповідно першим заступником та заступником голови районної адміністрації. і цим же Розпорядженням голови адміністрації звільнений за згодою сторін

## Родина
Народився в сім'ї шахтаря. Батько Борис Ісаакович (1928–1988), мати Марія Степанівна (1926–2000). Одружений, дружина Тамара Олексіївна (1954) — працює економістом відділення «ПриватБанк», дочка Марія Вікторівна (1978) — бухгалтер-економіст фабрики іграшок міста Борисов Мінської області.

## Нагороди
Нагороджений орденом «За заслуги» ІІІ ступеня (червень 2007) та почесною грамотою Кабінету Міністрів України (грудень 1999). Має відзнаки «Шахтарська слава» другого і третього ступенів, міжнародний орден Миколи Чудотворця «За примноження добра на Землі» (серпень 2005). Три роки поспіль виборює титул переможця конкурсів «Людина року Волинського краю-2007» і «Людина року Волинського краю-2008», «Людина року Волинського краю-2009», «Людина року Волинського краю-2010» в номінації «Виправдана надія».